# Foissiat
 (mai 2021).
Foissiat est une commune française, située dans le département de l'Ain en région Auvergne-Rhône-Alpes.
Ses habitants sont appelés les Foissiatis.

## Géographie
Foissiat fait partie de la Bresse. La Sâne Morte prend sa source dans la commune.

### Climat
Pour des articles plus généraux, voir Climat d'Auvergne-Rhône-Alpes et Climat de l'Ain.
En 2010, le climat de la commune est de type climat océanique dégradé des plaines du Centre et du Nord, selon une étude du CNRS s'appuyant sur une série de données couvrant la période 1971-2000. En 2020, Météo-France publie une typologie des climats de la France métropolitaine dans laquelle la commune est exposée à un climat semi-continental et est dans la région climatique Bourgogne, vallée de la Saône, caractérisée par un bon ensoleillement (1 900 h/an), un été chaud (18,5 °C), un air sec au printemps et en été et des vents faibles.
Pour la période 1971-2000, la température annuelle moyenne est de 11,3 °C, avec une amplitude thermique annuelle de 17,7 °C. Le cumul annuel moyen de précipitations est de 1 033 mm, avec 11,7 jours de précipitations en janvier et 7,9 jours en juillet. Pour la période 1991-2020, la température moyenne annuelle observée sur la station météorologique de Météo-France la plus proche, « Varennes-st-sa », sur la commune de Varennes-Saint-Sauveur à 14 km à vol d'oiseau, est de 12,1 °C et le cumul annuel moyen de précipitations est de 1 043,2 mm,. Pour l'avenir, les paramètres climatiques de la commune estimés pour 2050 selon différents scénarios d'émission de gaz à effet de serre sont consultables sur un site dédié publié par Météo-France en novembre 2022.

## Urbanisme

### Typologie
Au 1er janvier 2024, Foissiat est catégorisée commune rurale à habitat dispersé, selon la nouvelle grille communale de densité à 7 niveaux définie par l'Insee en 2022.
Elle est située hors unité urbaine. Par ailleurs la commune fait partie de l'aire d'attraction de Bourg-en-Bresse, dont elle est une commune de la couronne,. Cette aire, qui regroupe 80 communes, est catégorisée dans les aires de 50 000 à moins de 200 000 habitants,.

### Occupation des sols
L'occupation des sols de la commune, telle qu'elle ressort de la base de données européenne d’occupation biophysique des sols Corine Land Cover (CLC), est marquée par l'importance des territoires agricoles (85,7 % en 2018), une proportion sensiblement équivalente à celle de 1990 (86,2 %). La répartition détaillée en 2018 est la suivante : 
terres arables (31,9 %), zones agricoles hétérogènes (30,4 %), prairies (23,3 %), forêts (11,6 %), zones urbanisées (2,2 %), eaux continentales (0,5 %).
L'évolution de l’occupation des sols de la commune et de ses infrastructures peut être observée sur les différentes représentations cartographiques du territoire : la carte de Cassini (XVIIIe siècle), la carte d'état-major (1820-1866) et les cartes ou photos aériennes de l'IGN pour la période actuelle (1950 à aujourd'hui).

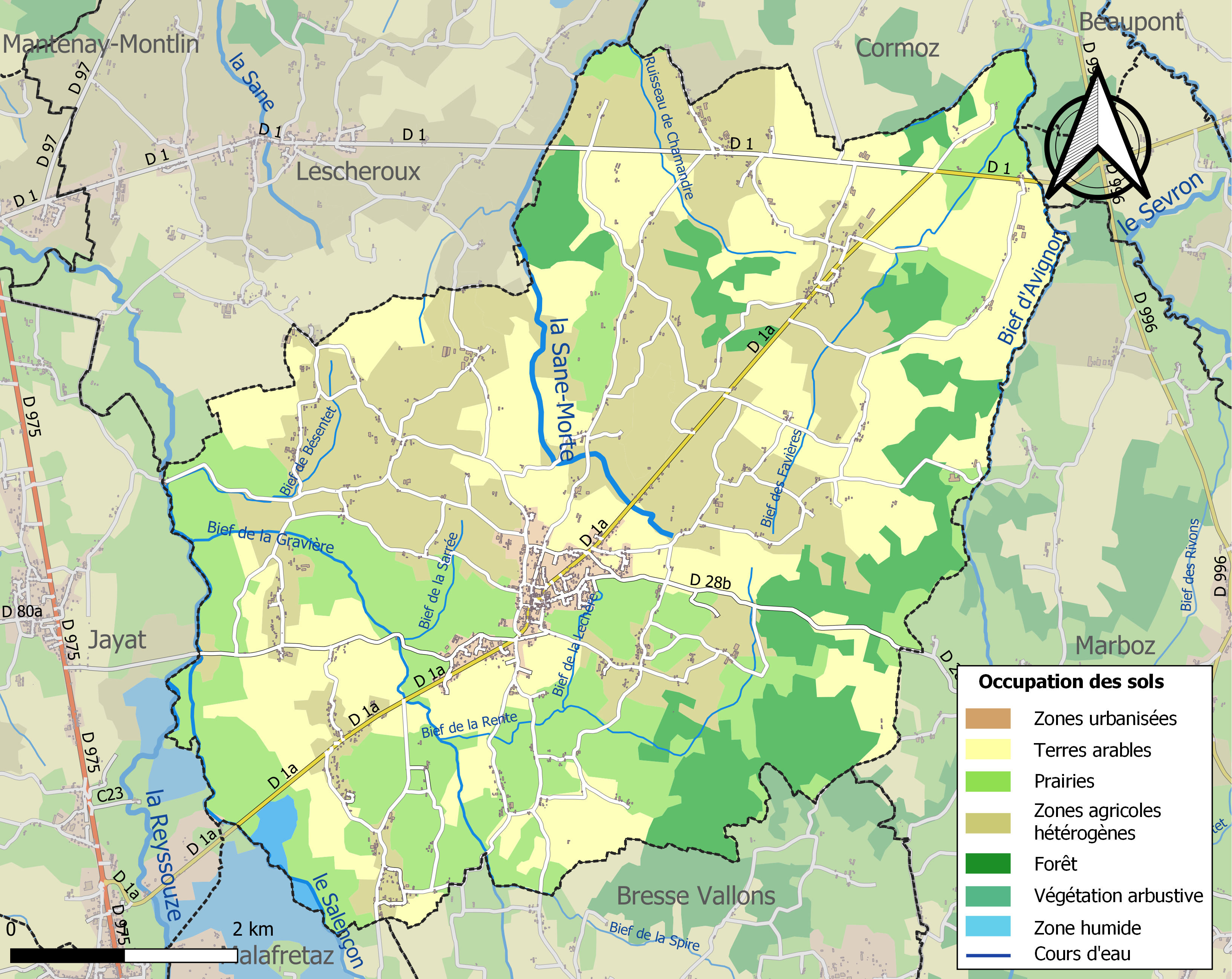
Carte des infrastructures et de l'occupation des sols de la commune en 2018 (CLC).

## Histoire
La communauté épouse les limites de la paroisse. Celle-ci s'est formée autour de plusieurs hameaux.
Foissia, Foissiac, Foissium et Foissiat sont les noms successifs que le village a portés.
Le langage usuelle était le bressan, un dialecte de la langue francoprovençale (souvent appelée localement « patois »).
En 1272, les comtes de Savoie, à la suite du mariage entre Amédée V de Savoie et Sibylle de Baugé, auquel elle apporte par dot la Bresse, obtiennent ce petit état.
Guillaume de Foissiat, maitre de la poype de Foissiat, était l'un des 141 vassaux bressans.
En 1357, Amédée VI de Savoie, comte de Savoie, donne la juridiction de Foissiat à Guillaume de La Baume, comte de Montrevel, chevalier seigneur, pour bons et loyaux services.
En 1389, le Sénat de Savoie ordonne aux habitants de Foissiat de contribuer à la construction des fortifications de Montrevel-en-Bresse. Au cours de cette période, plusieurs procès opposèrent les habitants de Foissiat aux comtes de la Baume de Montrevel concernant l’entretien des fortifications et la garde du château.
À la veille de la Révolution, Florent-Alexandre-Melchior de La Baume (né à Mâcon en 1736 et guillotiné à Paris en 1794), marquis de Saint-Martin, comte de Montrevel et baron de Lugny, est seigneur de Foissiat.

## Politique et administration

### Découpage territorial
La commune de Foissiat est membre de la communauté d'agglomération du Bassin de Bourg-en-Bresse, un établissement public de coopération intercommunale (EPCI) à fiscalité propre créé le 1er janvier 2017 dont le siège est à Bourg-en-Bresse. Ce dernier est par ailleurs membre d'autres groupements intercommunaux.
Sur le plan administratif, elle est rattachée à l'arrondissement de Bourg-en-Bresse, au département de l'Ain et à la région Auvergne-Rhône-Alpes. Sur le plan électoral, elle dépend du  canton d'Attignat pour l'élection des conseillers départementaux, depuis le redécoupage cantonal de 2014 entré en vigueur en 2015, et de la première circonscription de l'Ain  pour les élections législatives, depuis le dernier découpage électoral de 2010.

### Liste des maires

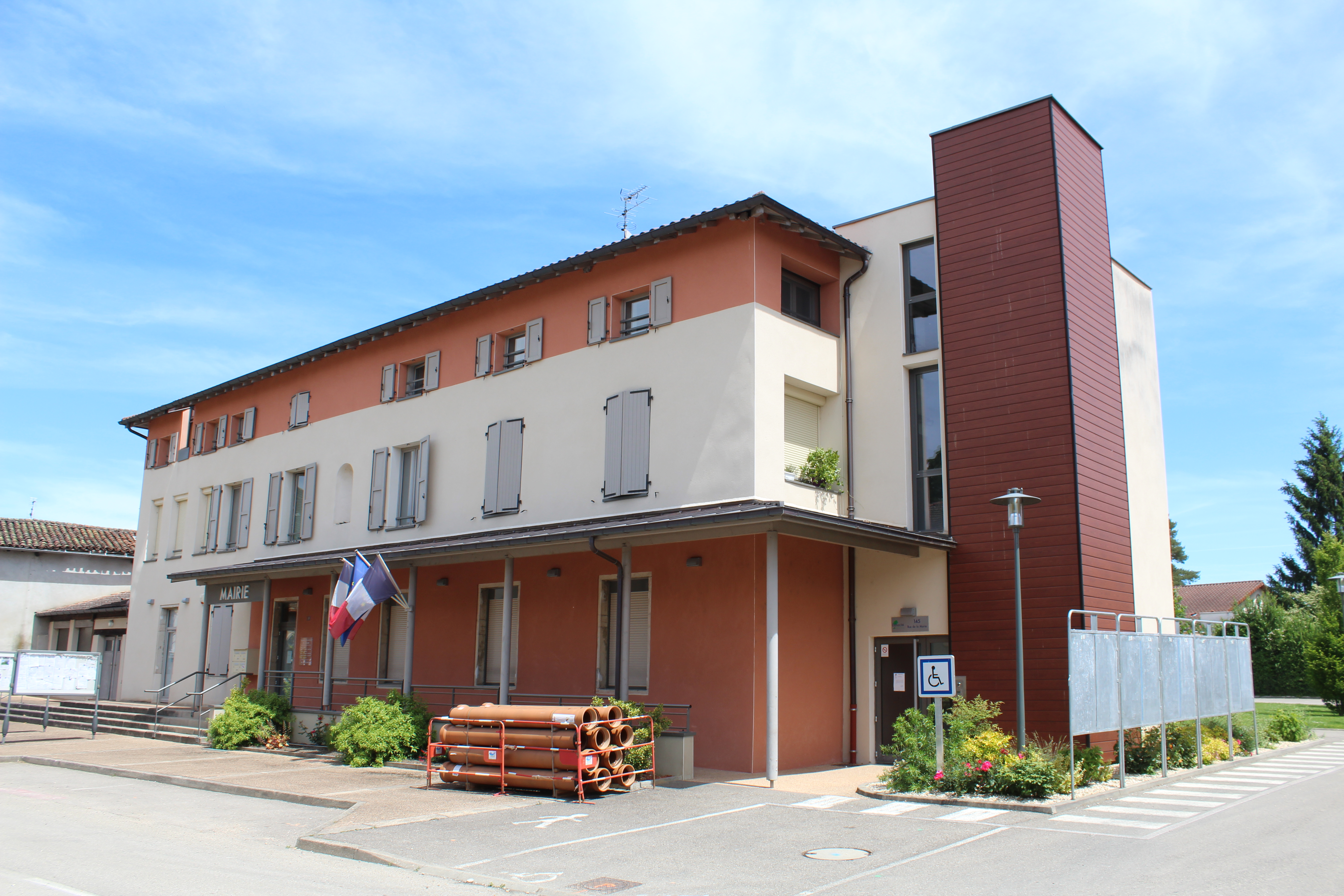
Mairie.

| Période       | Période       | Identité            | Étiquette | Qualité                                            |
| ------------- | ------------- | ------------------- | --------- | -------------------------------------------------- |
| 1913          | 1919          | Félix Baissard      |           |                                                    |
| 1919          | 1935          | Joseph Putoud       |           |                                                    |
| 1935          | 1940          | Félix Favier        |           |                                                    |
| 1941          | Novembre 1944 | Joseph Poncin       |           |                                                    |
| Novembre 1944 | Novembre 1947 | André Pont          |           |                                                    |
| Novembre 1947 | Mars 1959     | Félix Favier        |           |                                                    |
| Mars 1959     | Mars 1965     | Joseph Poncin       |           |                                                    |
| Mars 1965     | Février 1989  | Joseph Putoud       |           |                                                    |
| Mars 1989     | Mars 2001     | Jean-Pierre Besson  |           |                                                    |
| Mars 2001     | Mars 2020     | Jean-Pierre Fromont | DVG       | Exploitant agricole retraité Réélu en 2008 et 2014 |
| Mars 2020     | En cours      | Jean-Luc Picard     |           |                                                    |

## Démographie
L'évolution du nombre d'habitants est connue à travers les recensements de la population effectués dans la commune depuis 1793. Pour les communes de moins de 10 000 habitants, une enquête de recensement portant sur toute la population est réalisée tous les cinq ans, les populations de référence des années intermédiaires étant quant à elles estimées par interpolation ou extrapolation. Pour la commune, le premier recensement exhaustif entrant dans le cadre du nouveau dispositif a été réalisé en 2005.
En 2022, la commune comptait 2 024 habitants, en évolution de −1,84 % par rapport à 2016 (Ain : +5,15 %, France hors Mayotte : +2,11 %).
| 1793  | 1800  | 1806  | 1821  | 1831  | 1836  | 1841  | 1846  | 1851  |
| ----- | ----- | ----- | ----- | ----- | ----- | ----- | ----- | ----- |
| 2 558 | 2 467 | 2 318 | 2 270 | 2 262 | 2 285 | 2 370 | 2 446 | 2 509 |

| 1856  | 1861  | 1866  | 1872  | 1876  | 1881  | 1886  | 1891  | 1896  |
| ----- | ----- | ----- | ----- | ----- | ----- | ----- | ----- | ----- |
| 2 493 | 2 520 | 2 498 | 2 474 | 2 476 | 2 722 | 2 565 | 2 530 | 2 642 |

| 1901  | 1906  | 1911  | 1921  | 1926  | 1931  | 1936  | 1946  | 1954  |
| ----- | ----- | ----- | ----- | ----- | ----- | ----- | ----- | ----- |
| 2 541 | 2 518 | 2 514 | 2 222 | 2 210 | 2 202 | 2 151 | 1 934 | 1 811 |

| 1962  | 1968  | 1975  | 1982  | 1990  | 1999  | 2005  | 2006  | 2010  |
| ----- | ----- | ----- | ----- | ----- | ----- | ----- | ----- | ----- |
| 1 674 | 1 515 | 1 403 | 1 466 | 1 481 | 1 562 | 1 782 | 1 776 | 1 912 |

| 2015  | 2020  | 2022  | - | - | - | - | - | - |
| ----- | ----- | ----- | - | - | - | - | - | - |
| 2 052 | 2 016 | 2 024 | - | - | - | - | - | - |

## Économie
- Une beurrerie coopérative est implantée à Foissiat depuis 1938[22].

## Culture et patrimoine

### Lieux et monuments
- Une ferme au lieu-dit le Tiret est classée au titre des monuments historiques depuis 1945[23].
- Le moulin de Bruno, dont le nom fait référence au saint Père Bruno, fondateur de l'ordre des Chartreux, enjambe la Reyssouze. Celle-ci sert de limite naturelle entre les communes de Foissiat et de Jayat ; le moulin se trouve donc en partie sur la commune de Foissiat (partie habitation, à l’est) et en partie sur la commune voisine de Jayat (partie usine, à l’ouest du bâtiment). Le moulin de Bruno a été bâti vers 1350, par les chartreux de Montmerle installés à 3 km du moulin, sur la commune voisine de Lescheroux. Cette abbaye dépendait de cet ordre depuis 1210, et le nom du révérend Père Bruno fut donné au site.
- Motte ou « poype » du château de Foissiat élevé par des nobles de ce nom, vassaux des comtes de Savoie vers 1272[24].
- Église Saint-Denis de Foissiat.

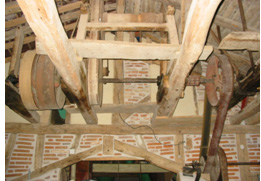
Moulin de Bruno intérieur.
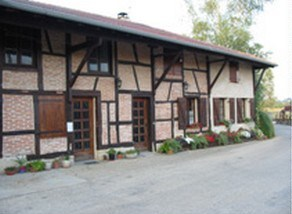
Moulin de Bruno façade avant partie habitation.
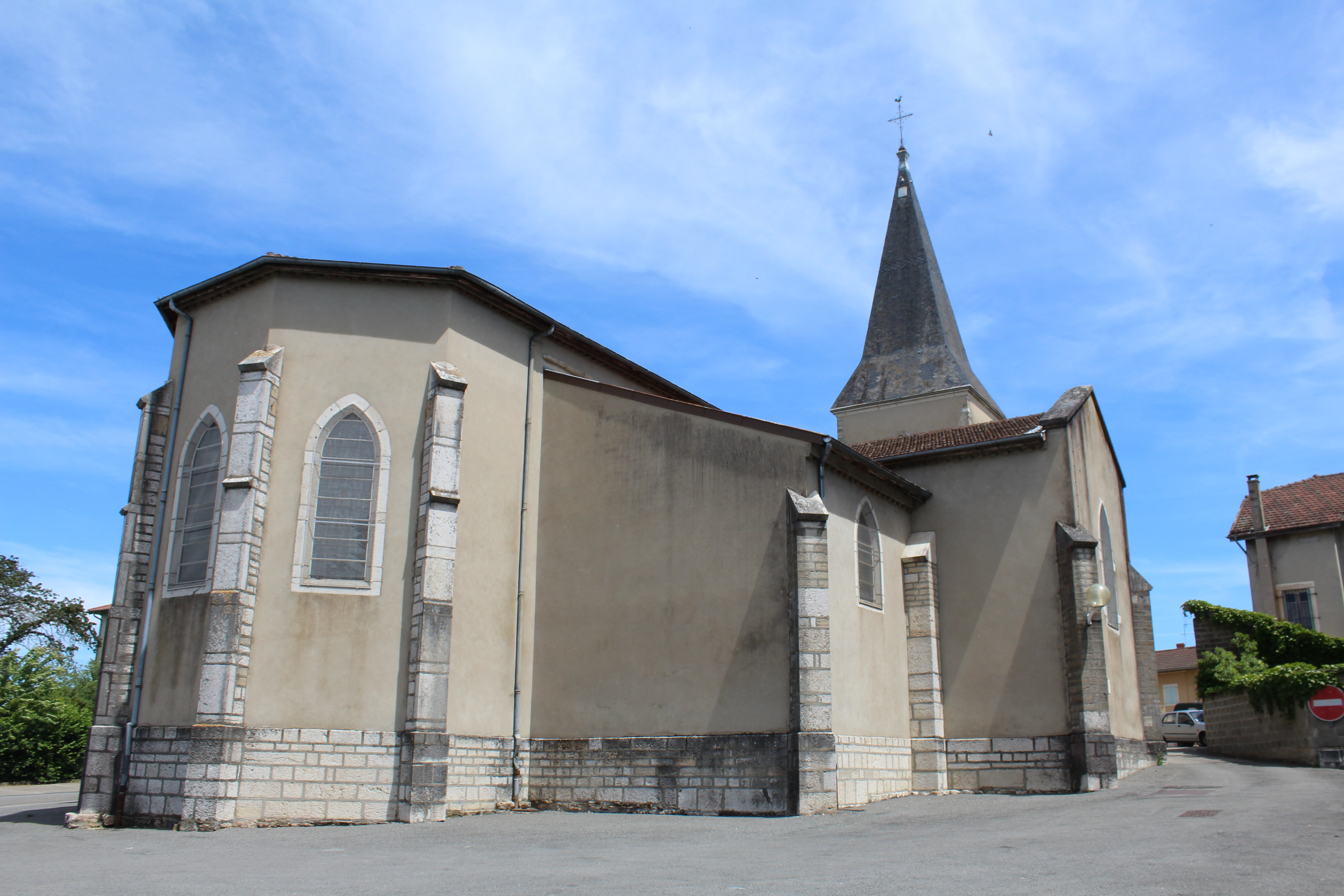
Église Saint-Denis.
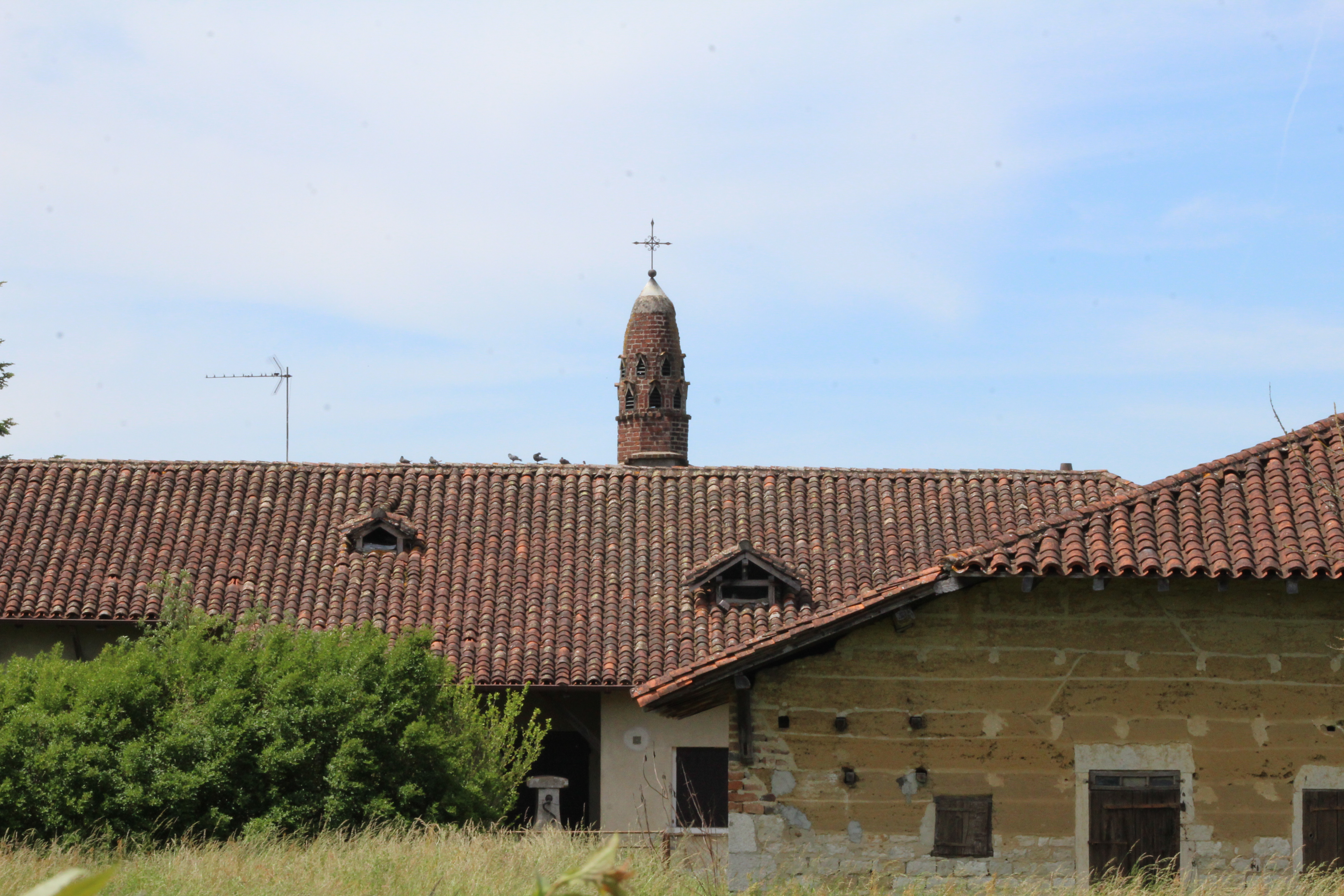
Ferme du Tiret.

### Espaces verts et fleurissement
En 2014, la commune obtient le niveau « une fleur » au concours des villes et villages fleuris.

### Héraldique
| Blason de Foissiat | Blason  | D'argent au chef d'orangé bastillé de trois pièces, à trois cheminées sarrasines de sable, ordonnées 2 et 1, celles des flancs brochant sur le chef. |
| Blason de Foissiat | Détails | Représente la cheminée sarrasine de la ferme du Tiret. Adopté par la municipalité.                                                                   |